# Hall of fame
Hall of fame kan även syfta på en bokserie med disney-serier, se Hall of Fame: De stora serieskaparna
Hall of fame är en sorts museum över personer som har gjort speciella insatser inom ett särskilt område. Hall of fame finns inom bland annat sport, musik och teknik. 
I de flesta fall finns hall of fame rent fysiskt, det vill säga med egna byggnader där bland annat skulpturer och plaketter finns för speciella personer. I vissa fall finns emellertid hall of fame som ett begrepp och ingen speciell plats där man kan ta del av de berörda personernas utmärkelser. I stället är det enskilda organisationer som skapar listor över dem som fått utmärkelserna.
Den första hall of fame som bildades var Hall of fame for Great Americans på New York University 1900.  
På en del platser och gator runt om i världen finns utmärkelser ingjutna i en gata som gatuplatta. Dessa utmärkelser kallas walk of fame.
På en del byggnader runt om i världen finns utmärkelser i form av bilder, ofta med information om berömda personer. Dessa ställen kallas wall of fame. 

## Hall of fame inom musik
- Big Band and Jazz Hall of Fame
- Blues Hall of Fame
- Canadian Music Hall of Fame
- Country Music Hall of Fame
- Down Beat Jazz Hall of Fame
- Gospel Music Hall of Fame
- Grammy Hall of Fame (för musikinspelningar)
- Grammy Lifetime Achievement Award (för musiker)
- Melodifestivalen Hall of Fame
- Rock and Roll Hall of Fame
- Songwriters Hall of Fame
- UK Music Hall of Fame
- Swedish Music Hall of Fame

## Hall of fame inom sport
- Australian Football Hall of Fame
- National Baseball Hall of Fame
- Basketball Hall of Fame
- BC Sports Hall of Fame
- Billiard Congress of America Hall of Fame
- Boston Red Sox Hall of Fame
- Canadian Baseball Hall of Fame
- Canadian Football Hall of Fame
- Cincinnati Reds Hall of Fame
- College Football Hall of Fame
- English Football Hall of Fame
- Stampede Wrestling Hall of Fame
- Svensk fotbolls Hall of Fame
- Fishing Hall of Fame
- World Golf Hall of Fame
- Hockey Hall of Fame
- Svensk ishockeys Hockey Hall of Fame
- International Boxing Hall of Fame
- Internationella Ishockeyförbundets Hall of Fame
- International Jewish Sports Hall of Fame
- International Motorsports Hall of Fame
- International Swimming Hall of Fame
- International Tennis Hall of Fame
- Japanese Baseball Hall of Fame
- National Italian American Sports Hall of Fame
- National Museum of Racing and Hall of Fame
- North Carolina Sports Hall of Fame
- Pro Football Hall of Fame
- ProRodeo Hall of Fame
- Rodeo Hall of Fame
- Scottish Sports Hall of Fame
- Swedish Tennis Hall of Fame
- United States Bicycling Hall of Fame
- United States Hockey Hall of Fame
- U.S. Olympic Hall of Fame
- USA Track and Field Hall of Fame
- Volleyball Hall of Fame
- WCW Hall of Fame
- WWE Hall of Fame
- Women's Basketball Hall of Fame
- American Fotball Hall of Fame
- World Figure Skating Hall of Fame
- UFC Hall of Fame.

## Övriga
- AVN Hall of Fame
- Australian Television Logie Hall of Fame
- Automotive Hall of Fame
- Canadian Medical Hall of Fame
- Chess Hall of Fame
- Christian Hall of Fame
- Circus Hall of Fame
- Hall of Fame for Great Americans
- Hall of Great Westerners
- Hall of Great Western Performers
- International Space Hall of Fame
- Military Intelligence Hall of Fame
- Movieland Star Hall of Fame (see Gloria Estefan)
- National Aviation Hall of Fame
- National Inventors Hall of Fame
- National Toy Hall of Fame
- National Women's Hall of Fame
- Radio Hall of Fame
- Robot Hall of Fame
- Walhalla, Bayern, Tyskland

## Walk of fame
- Fashion Walk of Fame
- Hollywood Walk of Fame
- Trollhättans Walk of Fame
- Piteå Walk of Fame
- Rock Walk of Fame, Hollywood
- Walk of Fame i Toronto

## Wall of fame
- Piteå Wall of Fame
- Sanda Preschool Wall of Fame